# Angermeans
Angermeans är den amerikanska hardcore-gruppen Strifes tredje studioalbum, utgivet 2001. Skivan utgavs både på CD och LP av Victory Records. LP-utgåvan var handnumrerad och limiterad till 1 500 exemplar.
Skivan var gruppens första studioalbum sedan splittringen 1998. Den var mer metal-influerad än tidigare alster.

## Låtlista
Där inte annat anges är texterna skrivna av Rick Rodney och musiken av Andrew Kline.

### CD
| Nr           | Titel                    | Musik                       | Längd |
| ------------ | ------------------------ | --------------------------- | ----- |
| 1.           | Rise Again               |                             | 3:55  |
| 2.           | Life Stained Red         |                             | 2:52  |
| 3.           | Spill No Blood           |                             | 3:51  |
| 4.           | Angel Wings              |                             | 4:23  |
| 5.           | Angermeans               |                             | 5:31  |
| 6.           | From These Graves        |                             | 4:22  |
| 7.           | Stareing at the Sky      |                             | 3:21  |
| 8.           | Mine Alone               |                             | 3:49  |
| 9.           | Everything Stripped Away | Andrew Kline, Chad Peterson | 4:43  |
| 10.          | Mon Bel Ami              | Andrew Kline, Tom Bail      | 2:11  |
| Total längd: | Total längd:             | Total längd:                | 38:58 |

### LP
A
| Nr | Titel            | Musik | Längd |
| -- | ---------------- | ----- | ----- |
| 1. | Rise Again       |       | 3:55  |
| 2. | Life Stained Red |       | 2:52  |
| 3. | Spill No Blood   |       | 3:51  |
| 4. | Angel Wings      |       | 4:23  |
| 5. | Angermeans       |       | 5:31  |

B
| Nr  | Titel                    | Längd |
| --- | ------------------------ | ----- |
| 6.  | From These Graves        | 4:22  |
| 7.  | Stareing at the Sky      | 3:21  |
| 8.  | Mine Alone               | 3:49  |
| 9.  | Everything Stripped Away | 4:43  |
| 10. | Mon Bel Ami              | 2:11  |

## Medverkande
Strife
- Rick Rodney - sång, foto
- Chad Peterson - bas
- Sidney Niesen - trummor
- Andrew Kline - gitarr

Övriga musiker
- Tom Ball - gitarr (på "Angermeans" och "From the Graves")
- Ellie Wyatt - fiol (på "Angel Wings)
- Eric Bobo - slagverk (på "From These Graves)
- Melody Rodney - piano (på "Angel Wings)

Produktion
- Sean O'Dwyer - producent, tekniker, mixning
- John Nelson - producent, tekniker
- Rpgello Lozano - producent
- John Delaney - tekniker
- Justina Powell - assisterande tekniker
- Josh Lynch - trumprogrammering
- Nate Scott - design, foto

## Mottagande
Allmusic gav betyget 4/5.

### Fotnoter
1. ↑  ”Angermeans”. Discogs.com. http://www.discogs.com/Strife-Angermeans/release/2895032. Läst 5 januari 2013.
2. 1 2 3  O'Neill, Brian. ”Angermeans”. Allmusic.com. http://www.allmusic.com/album/angermeans-mw0000015697. Läst 5 januari 2013.